# وردچس
وردچس (به فرانسوی: Verdaches) یک کمون در فرانسه است که در Canton of Seyne واقع شده‌است.

## خصوصیات
وردچس ۲۲٫۹۲ کیلومترمربع مساحت و ۶۱ نفر جمعیت دارد و ۱٬۱۲۷ متر بالاتر از سطح دریا واقع شده‌است.